# 17075 Pankonin
17075 Pankonin è un asteroide della fascia principale. Scoperto nel 1999, presenta un'orbita caratterizzata da un semiasse maggiore pari a 2,2833220 UA e da un'eccentricità di 0,1851029, inclinata di 6,31916° rispetto all'eclittica.